# Михаил II Комнин Дука
Михаил II Комнин Дука (греч. Μιχαήλ Β΄ Κομνηνός Δούκας) (ум. 1266 или 1268) — деспот Эпира в 1231—1266/1268 годах. Пришел к власти после поражения Феодора Комнина Дуки в его войне против Второго Болгарского царства. Его дядя Мануил Комнин Дука отдал во власть Михаилу II Эпир и даровал титул деспот.

## Происхождение
Михаил II был незаконнорождённым сыном правителя Эпира Михаила I Комнина Дуки, и когда в 1215 году был убит его отец, отправился в изгнание. Его отец являлся правнуком Алексея I Комнина и был кузеном сразу двух императоров: Исаака II Ангела и Алексея III Ангела. Таким образом, Михаил II был в родственных связях сразу с тремя знатнейшими византийскими родами: Ангелов, Дук и Комнинов. Несмотря на близкое родство с династией Ангелов, Михаил II Дука никогда не использовал патроним «Ангел», которую некоторые современные исследователи применяли к нему и его династии. Несколько документов, сохранившихся от его собственной руки и нескольких свинцовых печатей показывают, что он пользовался именем «Михаил Комнин Дука» (Μιχαήλ Κομνηνός ὁ Δούκας). Очевидно это было сделано для того, чтобы подчеркнуть его отношение к более почитаемым династиям Византии — Дукам и Комнинам, а не к катастрофическому правлению династии Ангелов.

## Обретение власти
После того, как эпирский правитель и император Фессалоник Феодор  Комнин Дука проиграл битву при Клокотнице, его пленил болгарский царь Иван II Асень. Узнав об этом, Михаил вернулся в Эпир. Новый император Фессалоник Мануил Комнин Дука, передал Михаилу II во власть Эпир и даровал ему титул деспота. Однако сюзеренитет Мануила был условным, и очень скоро Михаил II действовал как независимый правитель, выдавая хартии и заключая договоры от своего имени.
Михаил укрепил поддержку местных элит, женившись на Феодоре Петралифе — дочери влиятельного севастократора Петралифы. В 1241 году Мануил Комнин Дука умер, завещая Фессалию Михаилу II.

## Отношения с Никеей
В 1238 году государя посетил константинопольский патриарх Герман II, а в 1249 году получил титул деспота от никейского императора Иоанна III Дуки Ватаца.
В 1246 году северная Греция и Фессалоники были захвачены никейцами. Под нажимом Феодора Комнина Дуки, бывшего правителя Фессалоник, Михаил II пытался захватить Фессалоники и восстановить сильное западное греческое государство. Первое нападение было совершено в 1251—1253 гг. Атака на Фессалоники провалилась и Михаил II Комнин Дука был вынужден прийти к миру. 
Деспот Эпира уступил значительную часть своей территории, его сын Никифор был увезен ко двору никейского императора Иоанна Ватаца в качестве заложника. Феодора Комнина Дука отправили в темницу. Новый никейский император Феодор II Ласкарис заключил новый союз с Михаилом II Дука, и их дети, Мария Ласкарис, внучка никейского императора Иоанна III, и Никифор Комнин Дука, которого при Феодоре II отпустили в Эпир поженились. В связи с этим мать невесты передала Феодору II Ласкарису Диррахий и македонский город Сервию. 
Однако Михаил не желал передавать собственные владения и в 1257 году восстал, нанеся поражение никейской армии, ведомой Георгием Акрополитом. Деспот Эпира вновь стал планировать захват Фессалоник, но когда эпирцы подошли к городу, на западе Эпир был атакован войсками короля Манфреда Сицилийского, завоевавшего земли на территории нынешней Албании и остров Корфу. Михаил II не желая воевать на два фронта поспешил вернуться в Эпир и заключил союз с Королевством Сицилия, выдав свою дочь Елену замуж за Манфреда. Чуть позже деспот Эпира заключил союз с ахейским князем Гильомом II де Виллардуэн.

## Альянс с латинянами. Пелагония
Войска союзников вторглись в Македонию, и в 1259 году столкнулись с никейцами в битве при Пелагонии. Но Комнин не доверял европейцам, и в итоге бросил их на произвол судьбы. Михаил VIII Палеолог разгромил латинян, а Виллардуэн был пленён. Потом никейцы оккупировали Эпир, но местное население осталось верным своему государю, и Михаилу с помощью сицилийцев удалось возвратить свой престол. В 1264 году он признал себя вассалом Палеолога, что было подтверждено династическими браками. После этого он начал готовиться к возвращению своих западных владений, занятых итальянцами. Но в 1266/1268 году он умер, и его владения были разделены между двумя сыновьями: Никифору I достался Эпир, а Иоанну — Фессалия.

## Семья
От брака с Феодорой Петралифой, Михаил имел несколько детей:
- Никифор I Комнин Дука — правитель Эпира
- Иоанн Комнин Дука
- Дмитрий (позже Михаил) Комнин Дука
- Елена Ангелина Дукиня — жена Манфреда Сицилийского
- Анна Комнина Дукиня — супруга Гильома II де Виллардуэна, потом жена правителя Фив Николая II.

Также государь имел детей вне брака:
- Иоанн I Дука — правитель Фессалии
- Феодор Дука